# Сарач, Мордехай Симович
Мордеха́й (Марк) Си́мович Сара́ч (1845, Евпатория, Таврическая губерния — 17 февраля [2 марта] 1903, Евпатория, Таврическая губерния) — евпаторийский 2-й гильдии купец, солепромышленник, караимский общественный деятель, габбай, меценат. Личный почётный гражданин (1903).

## Биография
Долгие годы был габбаем (старостой) караимской общины Евпатории; состоял председателем Евпаторийского сиротского суда, гласным городской думы Евпатории, почётным мировым судьёй по Евпаторийскому уезду, членом попечительного совета Евпаторийской женской гимназии. В январе 1901 года пожертвовал 25 тысяч рублей для постройки в Евпатории театра и народной аудитории. Аудитория им. А. С. Пушкина, предназначенная для чтения публичных лекций, была построена в 1904 году, а здание городского театра им. А. С. Пушкина — в 1910 году.

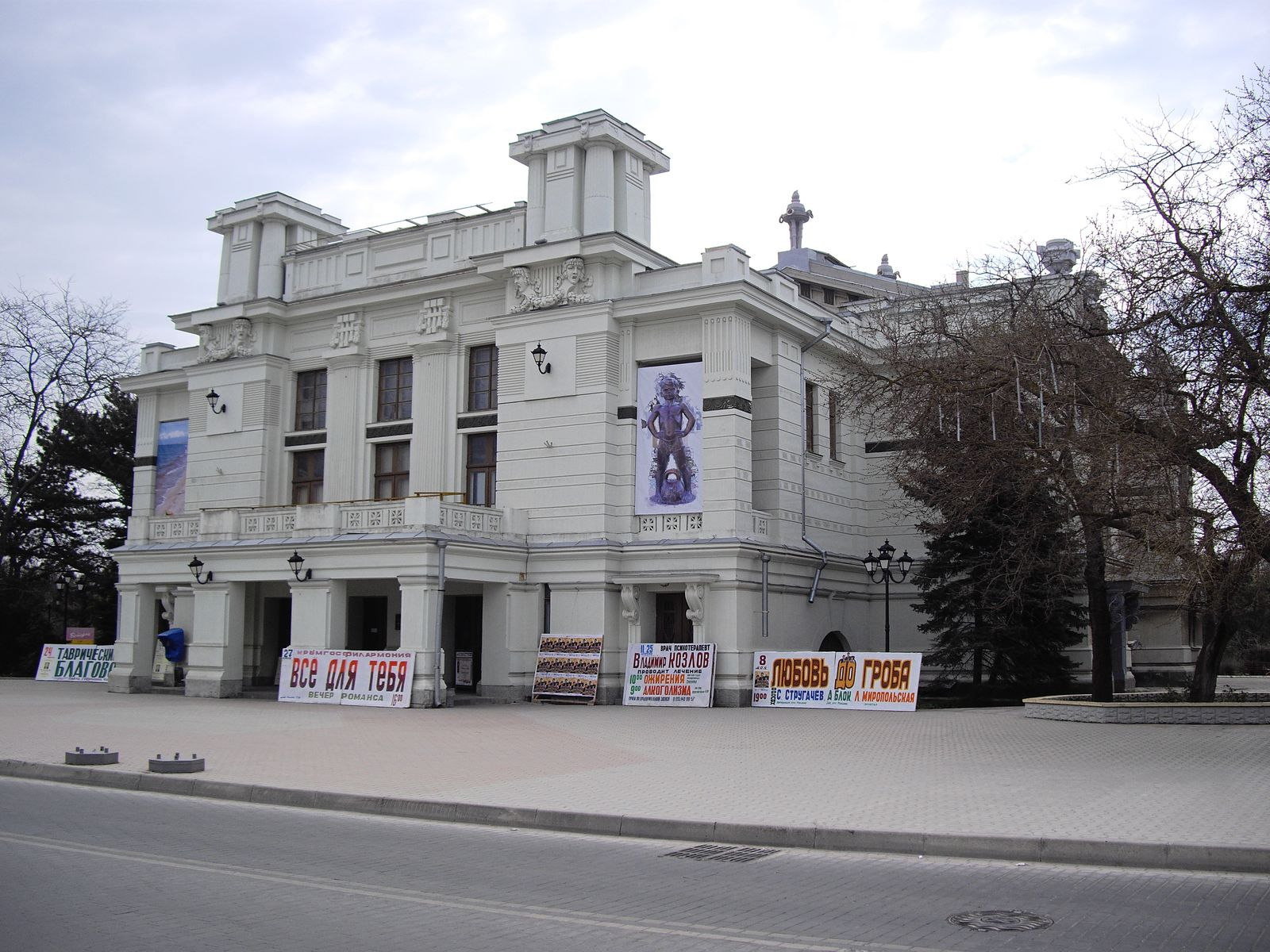
Театр им А. С. Пушкина в Евпатории

В Евпаторийском уезде организовал крупное соляное дело. Был известен благотворительной деятельностью среди бедного населения старой части Евпатории. Жил в собственном доме на ул. Лазаревской. Умер 17 февраля (2 марта) 1903 года от кровоизлияния сердца.

## Семья
Был женат на евпаторийской караимке Тотеш Соломоновне Туршу, от которой имел 11 детей (пять сыновей и шесть дочерей). 
Сыновья: 
- Борис Маркович Сарач (1879 — 1974, Париж) — адвокат, присяжный поверенный, городской голова Евпатории в 1917—1919 гг.[9][4]
- Моисей Маркович Сарач (1882—1938) — юрисконсульт. С 1921 года работал юрисконсультом в Днепропетровске, расстрелян в 1938 году[10][11][12]. Был женат (с 1906, развелись в 1911 г.) на Ольге Александровне Шабуневич (1888-1928), дочери действительного статского советника Александра Адамовича Шабуневича, служащего Департамента железнодорожных дел Министерства финансов, помощника С.Ю.Витте.  2-й брак (с 1913 г.) — Евдокия Андреевна Галунова (1888-1942)[13], дочь Андрея Ивановича Галунова, петербургского купца первой гильдии.
  - Дочь — писательница Наталья Моисеевна (Максимовна) Сарач-Гирей (Султан-Гирей; 1910-2001). Была репрессирована, провела в лагерях 18 лет[14][15][16][17].
  - Сын (от второго брака) — Андрей Сарач (род. 1914). После 1943 года (отступлении вермахта из Днепропетровска, где он жил — во время оккупации работал в оперном театре Днепропетровска, играл на виолончели) его судьба неизвестна. Жена — Татьяна Мандрынина, дочь — Татьяна.
- Арон Маркович Сарач (? — 1918) — купец, помещик и общественный деятель. Убит в Евпатории в ночь на 1 марта 1918 года во время красного террора[18]. Его жена — Елизавета Моисеевна Авах  (1899–1969, Буэнос-Айрес)[19]. Во втором браке Елизавета Моисеевна выйдет замуж за Иосифа Семеновича Дувана, сына С.Дувана, эмигрирует; в 1954 году супруги Дуван в Аргентине приняли православие.
- Семён (Сима) Маркович Сарач (? — 1959, Франция) — миллионер, отец благотворителя и караимского общественного деятеля Михаила Сарача.
- Соломон Маркович Сарач (1893 — 1929, Москва) — юрист[20].

Дочери:
- Софья (Солтанет) Марковна Сарач
- Анна (Биана) Марковна Сарач
- Эстер (Стира) Марковна Сарач. Анна и Эстер учились на Московских высших женских курсах на историко-философском факультете

## Награды
- Серебряная медаль с надписью «За усердие» для ношения на шее на Станиславской ленте (1889)[21]
- Золотая медаль с надписью «За усердие» для ношения на шее на Станиславской ленте (1890)[22]
- Золотая медаль с надписью «За усердие» для ношения на шее на Аннинской ленте (1897)[23]

## Память
В 2010 году в здании Евпаторийского театра им. А. С. Пушкин в связи с его 100-летним юбилеем была установлена мемориальная доска в память о Мордехае Симовиче Сараче.